# Thin Peaks
Thin Peaks ist ein Musikalbum des Trios Microtub der Tubisten Robin Hayward, Peder Simonsen und Martin Taxt. Die am 10. und 11. Oktober 2022 im Henie Onstad Kunstsenter auf der Halbinsel Høvikodden bei Oslo entstandenen Aufnahmen erschienen am 30. August 2024 auf Thanatosis Produktion.

## Hintergrund
Microtub ist 2010 entstanden und das einzige Trio von Tubisten, das sich sowohl in der improvisierten als auch in der komponierten Musik auf Mikrotonalität konzentriert. Die Formation besteht aus dem Briten Robin Hayward (auf der mikrotonalen F-Tuba) und dem Norweger Peder Simonsen und Martin Taxt (beide auf mikrotonaler C-Tuba) und spielt hauptsächlich eigene Kompositionen, arbeitet aber auch häufig zusammen mit Komponistinnen wie Ellen Arkbro und Catherine Lamb. Es ist auf Festivals wie Sonic Acts in Amsterdam, Intonal in Malmö, MaerzMusik in Berlin, Wien Modern oder Victoriaville aufgetreten.
Thin Peaks ist das sechste Album von Microtub (und das erste, das vom schwedischen Label Thanatosis Produktion veröffentlicht wurde). Es wurde ursprünglich während eines Künstleraufenthalts in Andersabo, Schweden, entwickelt, erfuhr aber mehrere Adaptionen, die schließlich im Oktober 2022 im Henie Onstad Art Center in Oslo aufgenommen wurden.

## Titelliste
- Microtub: Thin Peaks  ()[1]

1. Andersabo Part 1 4:03
2. Andersabo Part 2 1:54
3. Andersabo Part 3 4:14
4. Andersabo Part 4 4:19
5. Thin Peaks 17:06

Die Kompositionen stammen von Robin Hayward in Kollaboration mit Peder Simonsen und Martin Taxt.

## Rezeption

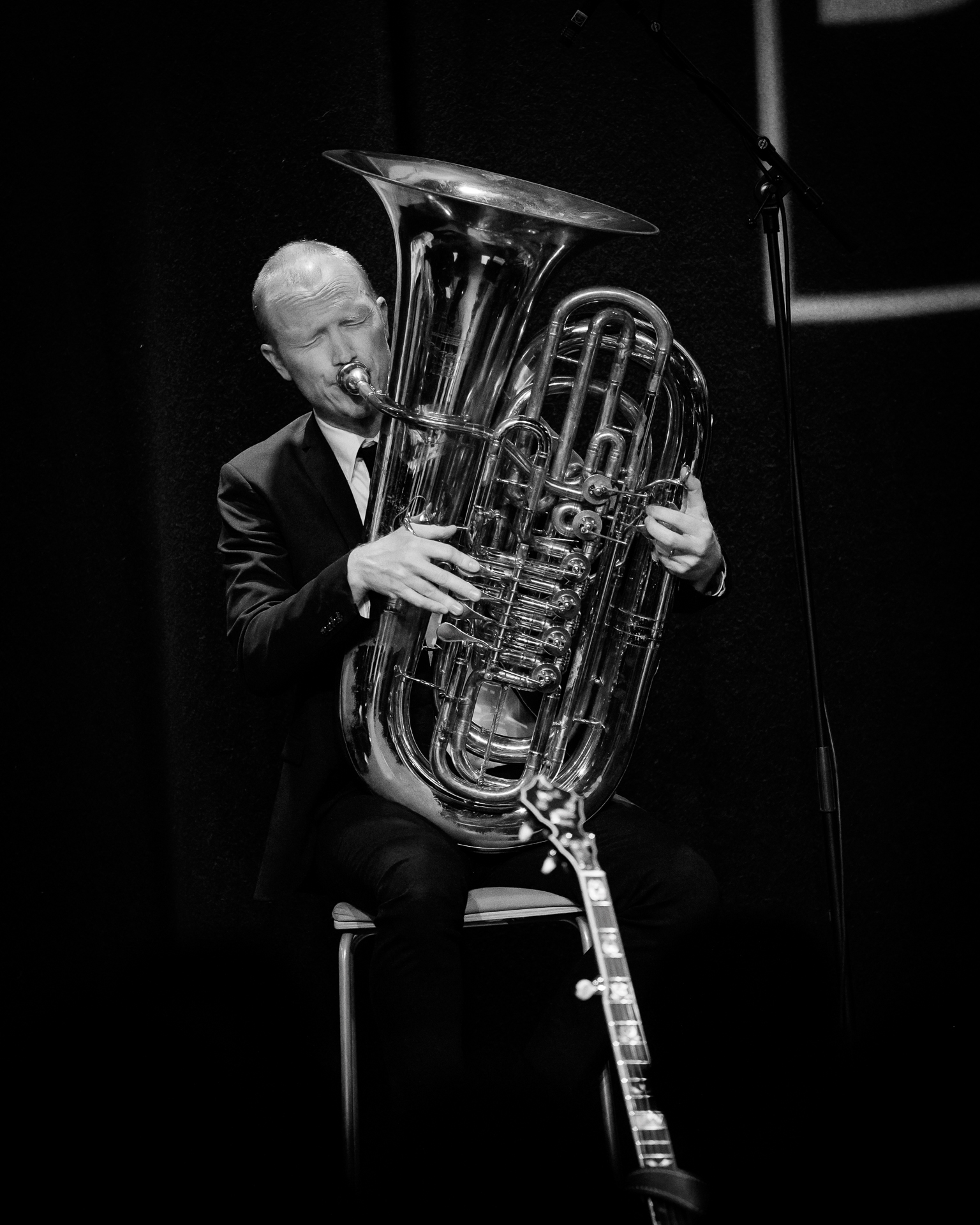
Martin Taxt (2023)

Microtub erforsche auf diesem Album die selten gehörten Klangfarben, die durch die akustischen Phänomene der erweiterten Techniken der Halbventilkombinationen erzeugt werden, und kreiere auf der Grundlage dieser Techniken jeder Tuba unverwechselbare Klangfarben und harmonische Spektren, die ihr eine durchscheinende und geheimnisvolle Qualität verleihen, schrieb Eyal Hareuveni in Salt Peanuts. Das viersätzige „Andersabo“ würde behutsam und methodisch, ätherisch und fast statisch, verschiedene Halbventilkombinationen untersuchen, was zu teilweise überraschend konsonanten Harmonien führe. Das Titelstück wechsle zwischen den Tonhöhen, die sich aus einer einzelnen Halbventilkombination ergeben, und suggeriere überraschenderweise eine schwer fassbare, sich langsam verändernde melodische Erzählung. Sobald man sich den geheimnisvollen und reichen Klangwelten der mikrotonalen Tuben hingibt, gebe es kein Zurück mehr und Thin Peaks zementiere diese anregende Einsicht nur.